# الیسا و مارسلا
الیسا و مارسلا (اسپانیایی: Elisa y Marcela‎) یک فیلم در سبک درام و زندگی‌نامه‌ای به کارگردانی ایزابل کوشت است که در سال ۲۰۱۹ منتشر شد. از بازیگران آن می‌توان ناتالیا د مولینا و  گرتا فرناندز را نام برد.